# 马若尔热尔西努
马若尔热尔西努是巴西圣卡塔琳娜州的一个市镇。总面积286平方公里，总人口2668人，人口密度9.3人/平方公里。